# Oldsmobile 80
La 80 è un'autovettura full-size prodotta dall'Oldsmobile nel 1939. Era il modello di punta della casa automobilistica statunitense.

## Storia
La 80 era equipaggiata con un motore a valvole laterali e otto cilindri in linea da 4.211 cm³ di cilindrata che erogava 110 CV di potenza. Rispetto alla L-Serie, ovvero al modello che sostituì, la 80 era dotata di una linea di cintura leggermente più bassa e di eleganti parafanghi anteriori. Anche il frontale fu aggiornato.
La vettura era disponibile con tre tipi di carrozzeria: berlina quattro porte, coupé due porte e cabriolet due porte. Nell'unico anno in cui fu prodotta, ne furono assemblati 16.165 esemplari. Tre quarti di essi erano berline.